# Acianthera alainii
Acianthera alainii é uma espécie de orquídea nativa da República Dominicana.